# Phantom Zone
De Phantom Zone is een fictieve gevangenisdimensie, die verschijnt in Amerikaanse comics over Superman door DC Comics. De gevangenis verscheen voor het eerst in Adventure Comics #283 (april 1961), en werd bedacht door Robert Bernstein en George Papp. De plaats werd vaak aangehaald in de verhalen over Superman voor de reboot in de jaren 1980. Na de reboot verscheen de plaats nog enkele keren.